# 小行星5925
小行星5925（英語：5925）是一颗围绕太阳公转的小行星。1994年2月5日，上田清二、金田宏在钏路市发现了此天体。
这颗小行星的绝对星等为142.7468235953167等。